# Seydişehir
Seydişehir là một huyện thuộc tỉnh Konya, Thổ Nhĩ Kỳ. Huyện có diện tích 1363 km² và dân số thời điểm năm 2007 là 63798 người, mật độ 47 người/km².